# Amadou Abdramane
Amadou Abdramane (arab. أمادو عبد الرحمن) (ur. ?) – nigerski oficer lotnictwa pełniący funkcję rzecznika Narodowej Rady Obrony Ojczyzny, organu władzy utworzonego przez wojskowych, którzy dokonali w 2023 roku zamachu stanu.

## Życiorys
Amadou Abdramane wygłosił 26 lipca 2023 roku w nigerskiej państwowej telewizji obwieszczenie o przeprowadzeniu zamachu stanu, obaleniu prezydenta Mohammeda Bazouma, zawieszeniu obowiązywania konstytucji Nigru, zamknięciu granic państwowych, zawieszeniu działania instytucji publicznych oraz wprowadzeniu godziny policyjnej.
1 sierpnia 2023 Abdramane doniósł, iż obalony Mohamed Bazoum poprosił Francję o zbrojną interwencję w celu przywrócenia go na stanowisko prezydenta Nigru.